# Liste von historischen Fahrzeugen im Cité de l’Automobile

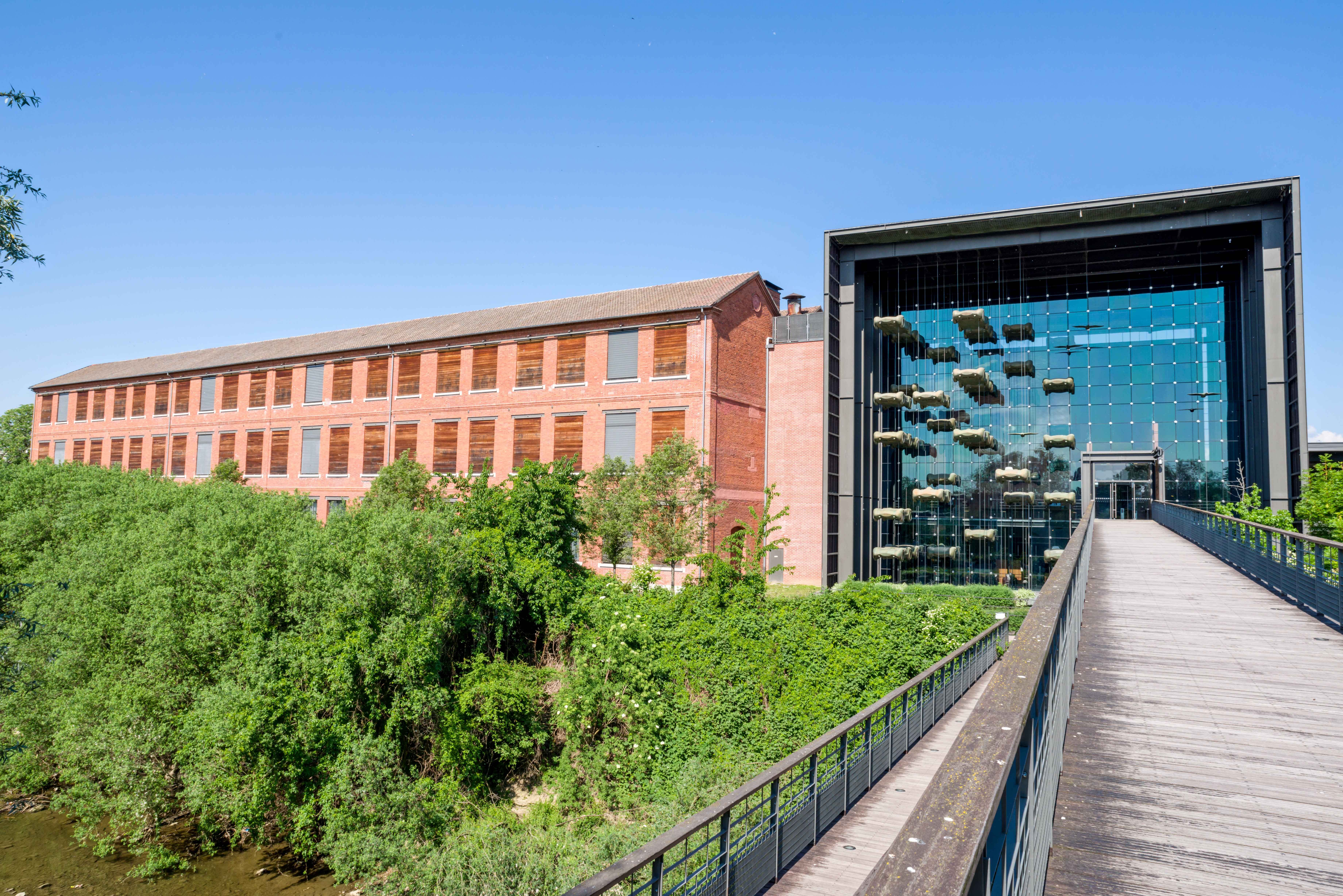
Der Haupteingang zur Sammlung

Liste von historischen Fahrzeugen im Cité de l’Automobile der Sammlung der Gebrüder Fritz und Hans Schlumpf, es befindet sich in Mülhausen im Elsass in Frankreich.
Die Sammlung hat einen Umfang von ca. 500 Fahrzeugen mit einem Schwerpunkt auf den Anfängen des Automobilbaus.
Dazu gehört auch eine der umfangreichsten Bugatti-Sammlungen mit ca. 87 Ausstellungsstücken.
431 Fahrzeuge aus der Sammlung Schlumpf sind seit 1978 als Monuments historiques geschützt, weitere Fahrzeuge wurden später unter Schutz gestellt.

## Ausstellungsstücke
| Bild                                       | Hersteller              | Typ                                   | Land        | Daten                                       | Jahr      | Bemerkungen | #  |
| ------------------------------------------ | ----------------------- | ------------------------------------- | ----------- | ------------------------------------------- | --------- | --- | -- |
| Commons : ABC 500 cc                       | ABC Gnome & Rhone build | ABC 500 cc                            | Frankreich  | 493 cm³                                     | 1920–1925 | Ca. 3000 Stück der ABC-Maschine wurden in Lizenz von Gnome & Rhone in Frankreich gebaut. | 1  |
| Commons : Biplace Sport 537 GS             | B.N.C.                  | Biplace Sport 537 GS                  | Frankreich  | 4 Zylinder 1098 cm³ 40 PS 140 km/h          | 1926      | | 2  |
| Commons : tricar tricycle                  | Automobiles Léon Bollée | Dreirad Voiturette                    | Frankreich  | 2 Zylinder 1898 cm³ 5 PS                    | 1897      | | 3  |
| Commons : Barré 1900                       | Automobiles Barré       | Vis-a-vis                             | Frankreich  | 1 Zylinder 498 cm³ 4.5 PS 40 km/h           | 1897      | Es ist das erste von Gaston Barré gebaute Modell. | 4  |
| Commons : Phaeton 1898cc                   | Automobiles Bardon      | Phaeton                               | Frankreich  | 2 Zylinder 1898 cm³ 5 PS                    | 1899      | Bardon war eine kleine Marke aus Puteaux; sie stellte in den 5 Jahren nur einige Dutzend Fahrzeuge her, von denen noch 3 existieren.                                                                                     | 5  |
| Commons : Coupé-Chauffeur Type GR          | Benz & Cie.             | Coupé-Chauffeur Type GR               | Deutschland | 4 Zylinder 2600 cm³ 25 PS 70 km/h           | 1918      | | 6  |
| Commons : Ideal Vis-a-vis                  | Benz & Cie.             | Ideal Vis-a-vis                       | Deutschland | 1 Zylinder 1045 cm³ 3 PS                    | 1897      | | 7  |
| Commons : Phaeton Type Vélocipéde          | Benz & Cie.             | Phaeton Type Vélocipéde               | Deutschland | 1 Zylinder 1045 cm³ 1.5 PS 20 km/h          | 1896      | Der Motor war waagerecht eingebaut und war somit vibrationsärmer was zu einem höheren Fahrkomfort führte | 8  |
| Commons : Vis-à-Vis 4.5hp                  | Benz & Cie.             | Vis-à-Vis 4.5hp                       | Deutschland | 1 Zylinder 1785 cm³ 4.5 PS 20 km/h          | 1893      | | 9  |
| Commons : Velo Vis-a-vis                   | Benz & Cie.             | Vis-à-Vis 1.5PS                       | Deutschland | 1 Zylinder 1050 cm³ 1.5 PS 20 km/h          | 1898      | | 10 |
| Commons : Vis-a-vis Victoria               | Benz & Cie.             | Vis-à-Vis Victoria 3PS                | Deutschland | 1 Zylinder 1730 cm³ 3 PS 18 km/h            | 1893      | Der Motor | 11 |
| Commons : Benz Dogcart                     | Benz & Cie.             | Dogcart                               | Deutschland | 1 Zylinder cm³ 3.5 PS km/h                  | 1898      | Der Motor | 12 |
| Commons : Royale Esders Roadster Type 41   | Bugatti                 | Royale Esders Roadster Type 41        | Frankreich  | 8 Zylinder 12760 cm³ 300 PS 200 km/h        | 1930      | Replica (1990) | 13 |
| Commons : Torpedo Type 13                  | Bugatti                 | Torpedo Type 13                       | Frankreich  | 4 Zylinder 1327 cm³ 15 PS 90 km/h           | 1913      | | 14 |
| Commons : Torpedo Type 19 Bébé             | Bugatti                 | Torpedo Type 19 Bébé                  | Frankreich  | 4 Zylinder 855 cm³ 10 PS 60 km/h            | 1911      | | 15 |
| Commons : Phaetonnet                       | Clément & Cie           | Phaetonnet                            | Frankreich  | 1 Zylinder 269 cm³ 2.25 PS 35 km/h          | 1898      | | 16 |
| Commons : Phaeton                          | Clément & Cie           | Phaeton VGP                           | Frankreich  | 1 Zylinder 765 cm³ 3.5 PS 35 km/h           | 1900      | | 17 |
| Commons : Daimler Bus                      | Daimler Motor Company   | Bus                                   | England     | 2 Zylinder                                  | 1899      | | 18 |
| Commons : Coupé-Chauffeur Type 20          | Daimler Motor Company   | Coupé-Chauffeur Type 20               | England     | 4 Zylinder 3306 cm³ 20 PS 60 km/h           | 1912      | | 19 |
| Commons : Darracq Tonneau Type C           | Darracq                 | Tonneau Type C                        | Frankreich  | 1 Zylinder 785 cm³ 6.5 PS 37 km/h           | 1901      | | 20 |
| Commons : Darracq Tonneau Type L           | Darracq                 | Darracq Tonneau Type L                | Frankreich  | 1 Zylinder 1103 cm³ 8 PS 38 km/h            | 1903      | | 21 |
| Commons : Biplace Type L                   | De Dion-Bouton          | Biplace Type L                        | Frankreich  | 1 Zylinder 699 cm³ 6 PS 45 km/h             | 1901      | | 22 |
| Commons : Coupé-Chauffeur Type BS          | De Dion-Bouton          | Coupé-Chauffeur Type BS               | Frankreich  | 4 Zylinder 3052 cm³ 18 PS 55 km/h           | 1909      | | 23 |
| Commons : Coupé-Chauffeur Type DH          | De Dion-Bouton          | Coupé-Chauffeur Type DH               | Frankreich  | 4 Zylinder 1641 cm³ 10 PS 55 km/h           | 1912      | | 24 |
| Commons : Tonneau Type BG                  | De Dion-Bouton          | Tonneau Type BG                       | Frankreich  | 1 Zylinder 942 cm³ 6 PS 45 km/h             | 1908      | | 25 |
| Commons : Tonneau Type O                   | De Dion-Bouton          | Tonneau Type O                        | Frankreich  | 1 Zylinder 942 cm³ 8 PS 40 km/h             | 1902      | | 26 |
| Commons : Torpedo Type DX                  | De Dion-Bouton          | Torpedo Type DX                       | Frankreich  | 4 Zylinder 1641 cm³ 9 PS 55 km/h            | 1913      | | 27 |
| Commons : Tricycle                         | De Dion-Bouton          | Tricycle                              | Frankreich  | 1 Zylinder 211 cm³ 1.5 PS                   | 1897      | | 28 |
| Commons : Biplace Type E                   | De Dion-Bouton          | Biplace Type E                        | Frankreich  | 1 Zylinder 402 cm³ 3.5 PS 30 km/h           | 1901      | | 29 |
| Commons : Vis à vis Type G                 | De Dion-Bouton          | Vis à vis Type G                      | Frankreich  | 1 Zylinder 498 cm³ 4.5 PS 38 km/h           | 1901      | | 30 |
| Commons : Biplace Course Type F            | Delage                  | Biplace Course Type F                 | Frankreich  | 1 Zylinder 1265 cm³ 18 PS 80 km/h           | 1908      | | 31 |
| Commons : Coupé Landaulet Type 18-12 HP    | Automobiles Delahaye    | Type 47 Coupé Landaulet Type 10/12 HP | Frankreich  | 4 Zylinder                                  | 1912      | | 32 |
| Commons : Coupé-Chauffeur 32               | Automobiles Delahaye    | Type 32 Coupé Chauffeur               | Frankreich  | 4 Zylinder 2949 cm³ 16 PS 70 km/h           | 1914      | | 33 |
| Commons : Delamare-Debouteville et Maladin | Delamare-Deboutteville  | Delamare-Debouteville et Maladin      | Frankreich  | 2 Zylinder 8 PS 8–10 km/h                   | 1884      | Rekonstruktion (aus 1984) des ersten Autos, welches in einem französischen Patent vom 12. Februar 1884 erwähnt wurde. Das Original wurde verschrottet.                                                                   | 34 |
| Commons : Bus Hotel Type F6                | Delaunay-Belleville     | Bus Hotel Type F6                     | Frankreich  | 6 Zylinder 4426 cm³ 31 PS 60 km/h           | 1909      | | 35 |
| Commons : Coupé-Chauffeur Type HB6         | Delaunay-Belleville     | Coupé-Chauffeur Type HB6              | Frankreich  | 6 Zylinder 4423 cm³ 21 PS 70 km/h           | 1912      | | 36 |
| Commons : Torpedo Type 52 B                | Fiat                    | Torpedo Type 52 B                     | Frankreich  | 4 Zylinder 2816 cm³ 26 PS 70 km/h           | 1918      | Insgesamt wurden 11198 Einheiten produziert. | 37 |
| Commons : Poney Serie E, Tonneau           | Georges Richard         | Poney Serie E, Tonneau                | Frankreich  | 1 Zylinder 750 cm³ 4 PS 30 km/h             | 1897      | | 38 |
| Commons : Harley-Davidson with side car    | Harley-Davidson         | Harley-Davidson 20 FS mit Beiwagen    | Amerika     | 2 Zylinder 998 cm³ 8.7 PS                   | 1920      | 3 Gänge | 39 |
| Commons : Biplace Sport Type Alphonse XIII | Hispano-Suiza           | Biplace Sport Type Alphonse XIII      | Frankreich  | 4 Zylinder 3620 cm³ 64 PS 120 km/h          | 1912      | | 40 |
| Commons : Dos á Dos                        | Hurtu                   | Dos á Dos                             | Frankreich  | 1 Zylinder 2000 cm³                         | 1897      | 1 Zylinder Benz-Motor | 41 |
| Commons : Jacquot Dampfwagen               | Jacquot                 | Jacquot Dampfwagen                    | Frankreich  | 2 Zylinder                                  | 1878      | | 42 |
| Commons : Torpedo Type Epsilon             | Lancia                  | Torpedo Type Epsilon                  | Italien     | 4 Zylinder 4080 cm³ 60 PS 115 km/h          | 1912      | | 43 |
| Commons : Torpedo Type B2                  | Le Gui                  | Torpedo Type B2                       | Frankreich  | 4 Zylinder 1591 cm³ 10 PS 50 km/h           | 1913      | | 44 |
| Commons : Torpedo Type A                   | Le Zèbre                | Torpedo Type A                        | Frankreich  | 1 Zylinder 601 cm³ 7 PS 50 km/h             | 1910      | | 45 |
| Commons : Bus Hotel Type EIC               | Lorraine-Dietrich       | Bus Hotel Type EIC                    | Frankreich  | Zylinder cm³ PS km/h                        | 1907      | | 46 |
| Commons : Biplace Sport                    | Hermes-Simplex          | Biplace Sport Type Hermes-Simplex     | Frankreich  | 4 Zylinder 12057 cm³ 92 PS 135 km/h         | 1904      | | 47 |
| Commons : Vis à vis Type 18                | Maurer-Union            | Vis à vis Type 18                     | Deutschland | 1 Zylinder 1140 cm³ 6 PS 45 km/h            | 1900      | | 48 |
| Commons : W196S                            | Mercedes-Benz           | Biplace Course 300 SLR W196S          | Deutschland | 8 Zylinder 2982 cm³ 300 PS 300 km/h         | 1955      | | 49 |
| Commons : Biplace Sport 37/70              | Mercedes                | Biplace Sport 37-70                   | Deutschland | 6 Zylinder 9495 cm³ 70 PS 90 km/h           | 1906      | | 50 |
| Commons : Coupé-Chauffeur Type 14/30       | Mercedes                | Coupé-Chauffeur Type 14/30            | Deutschland | 4 Zylinder 3650 cm³ 30 PS 80 km/h           | 1909      | | 51 |
| Commons : Douple-Phaeton Type 28/50        | Mercedes                | Douple-Phaeton Type 28-50             | Deutschland | 4 Zylinder 7240 cm³ 50 PS 80 km/h           | 1909      | | 52 |
| Commons : Biplace Sport 38/250SS           | Mercedes-Benz           | Biplace Sport 38/250SS                | Deutschland | 6 Zylinder 7065 cm³ 140/230 PS 200 km/h     | 1929      | Teil der von Ferdinand Porsche für Mercedes entwickelte S-Klasse | 53 |
| Commons : Coupé Type 300 SL                | Mercedes-Benz           | Coupé Type 300 SL                     | Deutschland | 6 Zylinder 2995 cm³ 215 PS 240 km/h         | 1955      | | 54 |
| Commons : Modell 1891                      | Panhard & Levassor      | Modell von 1891                       | Frankreich  | Zylinder cm³ 1.75 PS 12 km/h                | 1891      | Der Motor ist von Daimler Type P2C, hier Seriennummer 77 Verkauft am 4. Dezember 1891 | 55 |
| Commons : Modell 1892                      | Panhard & Levassor      | Modell von 1892                       | Frankreich  | 2 Zylinder 1140 cm³ 3 PS 22 km/h            | 1892      | 2 Zylinder V Motor. Insgesamt wurden 30 Stück produziert | 56 |
| Commons : Berline Type X5                  | Panhard & Levassor      | Berline Type X5                       | Frankreich  | 4 Zylinder 3412 cm³ 12 PS 60 km/h           | 1911      | | 57 |
| Commons : Coupé Chauffeur Type X12         | Panhard & Levassor      | Coupé Chauffeur Type X12              | Frankreich  | 4 Zylinder 1084 cm³ 22 PS 90 km/h           | 1912      | | 58 |
| Commons : Landaulet Type A1                | Panhard & Levassor      | Landaulet Type A1                     | Frankreich  | 2 Zylinder 1653 cm³ 6 PS 30 km/h            | 1898      | | 59 |
| Commons : Phaeton Tonneau                  | Panhard & Levassor      | Phaeton Tonneau                       | Frankreich  | 2 Zylinder 595 cm³ 3,5 PS 20 km/h           | 1894      | Antrieb | 60 |
| Commons : Tonneau Type B                   | Panhard & Levassor      | Tonneau Type B                        | Frankreich  | 4 Zylinder 2411 cm³ 10 PS 65 km/h           | 1902      | | 61 |
| Commons : Type A2 Tonneau fermé            | Panhard & Levassor      | Type A2 Tonneau fermé                 | Frankreich  | 2 Zylinder 1653 cm³ 6 PS 30 km/h            | 1899      | | 62 |
| Commons : Biplace Course                   | Panhard & Levassor      | Biplace Course                        | Frankreich  | 4 Zylinder 12824 cm³ 121 PS 155 km/h        | 1908      | Einer der letzten Zweisitzer, die von Panhard & Levassor für den Grand-Prix gebaut wurde | 63 |
| Commons : Biplace Sport X49                | Panhard & Levassor      | Biplace Sport X49                     | Frankreich  | 4 Zylinder 4846 cm³ 90 PS 160 km/h          | 1925      | | 64 |
| Commons : Monoplace 35 CV                  | Panhard & Levassor      | Monoplace 35 CV                       | Frankreich  | 8 Zylinder 7940 cm³ 290 PS 220 km/h         | 1926      | | 65 |
| Commons : Tonneau Fermé Type 56            | Peugeot                 | Tonneau Fermé Type 56                 | Frankreich  | 1 Zylinder 833 cm³ 6,5 PS 40 km/h           | 1903      | Von diesem Modell wurden insgesamt 16 Stück gebaut. | 66 |
| Commons : Type VC1                         | Peugeot                 | Type VC1                              | Frankreich  | 1 Zylinder 1045 cm³ 8 PS 40 km/h            | 1907      | | 67 |
| Commons : Phaetonnet Type 69               | Peugeot                 | Phaetonnet Type 69                    | Frankreich  | 1 Zylinder 652 cm³ 5 PS 45 km/h             | 1905      | | 68 |
| Commons : Phaetonnet Type 8                | Peugeot                 | Phaetonnet Type 8                     | Frankreich  | 2 Zylinder 1282 cm³ 3 PS 20 km/h            | 1893      | | 69 |
| Commons : Coupé-Chauffeur Type 18          | Piccard-Pictet          | Coupé-Chauffeur Type 18               | Schweiz     | 4 Zylinder 3769 cm³ 60 km/h                 | 1918      | Der Kurzname für den Wagen war „Pic-Pic“. | 70 |
| Commons : Piccolo Phaeton Type 5 Hp        | Ruppe & Sohn            | Piccolo Phaeton Type 5 Hp             | Deutschland | 2 Zylinder 704 cm³ 5 PS 45 km/h             | 1907      | | 71 |
| Commons : Piccolo Vis à vis Type 5 Hp      | Ruppe & Sohn            | Piccolo Vis à vis Type 5 Hp           | Deutschland | 2 Zylinder 704 cm³ 5 PS 45 km/h             | 1906      | Der Motor | 72 |
| Commons : Torpedo Type 4D                  | Automobiles Pilain      | Torpedo Type 4D                       | Frankreich  | 4 Zylinder 6759 cm³ 18 PS 80 km/h           | 1910      | | 73 |
| Commons : 908 LH Coupé                     | Porsche                 | 908 LH Coupé                          | Deutschland | 8 Zylinder 2997 cm³ 350 PS 320 km/h         | 1968      | Dieses Fahrzeug belegte 1968 und 1972 jeweils den dritten Platz beim 24-Stunden-Rennen von Le Mans. | 74 |
| Commons : RS Spyder                        | Porsche                 | RS Spyder                             | Deutschland | V8 Zylinder 3396 cm³ 503 PS 330 km/h 825 kg | 2006      | Gebaut für das ALMS-Rennen in Amerika, welches er 2006, 2007 und 2008 in der Klasse LMP2 gewann; er gewann auch das 24-Stunden-Rennen von Le Mans in den Jahren 2008 und 2010. Leihgabe des Porsche Museums in Stuttgart | 75 |
| Commons : Landaulet Type AGI               | Renault                 | Landaulet Type AGI                    | Frankreich  | 2 Zylinder 1205 cm³ 8 PS 45 km/h            | 1910      | Dieser Fahrzeugtyp wurde im Ersten Weltkrieg als sogenanntes „Marne Taxi“ eingesetzt. | 76 |
| Commons : Phaeton Type D                   | Renault                 | Phaeton Type D                        | Frankreich  | 1 Zylinder 402 cm³ 3 PS 30 km/h             | 1901      | | 77 |
| Commons : Torpedo Type 8 HP                | Richard-Brasier         | Torpedo Type 8 HP                     | Frankreich  | 2 Zylinder 1205 cm³ 8 PS                    | 1910      | | 78 |
| Commons : Torpedo Type 12 HP               | Rochet-Schneider        | Torpedo Type 12 HP                    | Frankreich  | 4 Zylinder 2814 cm³ 30 PS 70 km/h           | 1911      | | 79 |
| Commons : Silver Ghost Biplace             | Rolls-Royce             | Silver Ghost Biplace                  | England     | 6 Zylinder 7428 cm³ 100 km/h                | 1912      | | 80 |
| Commons : Type Tricar                      | Scott Autocar Company   | Type Tricar                           | England     | 2 Zylinder 573 cm³ 12 PS 80 km/h            | 1923      | | 81 |
| Commons : Biplace Course Type H            | Serpollet               | Biplace Course Type H                 | Frankreich  | 4 Zylinder 40 PS 110 km/h                   | 1902      | Dampfgetriebener Rennwagen, vorgestellt bei dem Rennen Paris – Madrid von 1903. Beim Rennabbruch in Bordeaux wurde von den Dampfwagen eine Durchschnittsgeschwindigkeit von 83 km/h erreicht.                            | 82 |

## Bugatti Rennwagen
| Bild                                | Hersteller | Typ                       | Land       | Daten                              | Jahr | Bemerkungen | # |
| ----------------------------------- | ---------- | ------------------------- | ---------- | ---------------------------------- | ---- | ----------- | - |
| Commons : Biplace Course Type 13    | Bugatti    | Biplace Course Type 13    | Frankreich | 4 Zylinder 1453 cm³ 30 PS 125 km/h | 1921 |             | 1 |
| Commons : Biplace Course Type 35    | Bugatti    | Biplace Course Type 35    | Frankreich | 8 Zylinder 1991 cm³ 95 PS 190 km/h | 1925 |             | 2 |
| Commons : Biplace Course Type 35a   | Bugatti    | Biplace Course Type 35a   | Frankreich | 4 Zylinder 1991 cm³ 95 PS 190 km/h | 1928 |             | 3 |
| Commons : Biplace de course Type 37 | Bugatti    | Biplace de course Type 37 | Frankreich | 4 Zylinder 1496 cm³ 70 PS 150 km/h | 1928 |             | 4 |
| Commons : Biplace Type 32           | Bugatti    | Biplace Type 32           | Frankreich | 8 Zylinder 1991 cm³ 75 PS 189 km/h | 1923 |             | 5 |
| Commons : Biplace Type 35           | Bugatti    | Biplace Type 35           | Frankreich | 8 Zylinder 1991 cm³ 95 PS 190 km/h | 1929 |             | 6 |
| Commons : Monoplace GP Type 51A     | Bugatti    | Monoplace GP Type 51A     | Frankreich | 8Zylinder 1500 cm³ 140 PS 210 km/h | 1932 |             | 7 |